# Список умерших в 777 году

## Дата смерти неизвестна или требует уточнения
- Констант Ирландский, ирландский священномученик.
- Наубахт, персидский астролог при багдадском халифе аль-Мансуре.
- Телериг, правитель Болгарии (768—777).
- Ибрахим аль-Фазари, арабский математик и астроном.
- Шуба ибн аль-Хаджжадж, табиин, хадисовед, мусульманский учёный.